# Avanti nel tempo
Avanti nel tempo (Flashforward) è un romanzo di fantascienza di Robert J. Sawyer pubblicato nel 1999. Al romanzo è ispirata la serie televisiva FlashForward (2009).

## Trama
Ginevra, 21 aprile 2009, ore 17.00.
Un gruppo di fisici del CERN, guidato dal quarantacinquenne canadese Lloyd Simcoe e di cui fa parte fra gli altri l'ambizioso ventisettenne greco Theo Procopides, dà il via al grande esperimento scientifico a cui hanno dedicato due anni di lavoro: utilizzare il Large Hadron Collider per ricreare i livelli di energia immediatamente precedenti al Big Bang e trovare finalmente il fantomatico bosone di Higgs.
L'esperimento ha un effetto imprevedibile, al di là di ogni immaginazione: nell'esatto istante in cui l'acceleratore di particelle viene attivato, tutti gli esseri umani dell'intero pianeta perdono coscienza per un minuto e quarantatré secondi.
Durante questo fenomeno di blackout collettivo, poi definito dai mass media "Cronolampo", le persone sono proiettate avanti nel tempo di 21 anni, fino al 23 ottobre 2030, e si ritrovano ad essere spettatori passivi della propria vita futura.

## Temi
Il tema fondamentale del romanzo è quello del libero arbitrio. Così spiega l'autore nell'introduzione all'edizione italiana del romanzo: «Non vi è dubbio che nel mondo occidentale la maggior parte delle persone sia assolutamente convinta di essere dotata di libero arbitrio ( [...] ) la tragedia greca muove proprio dall'assunto opposto: sostiene che i nostri futuri siano predestinati, che il nostro destino sia inevitabile. (...) Qual è la visione del mondo corretta? Quella dei greci, che credevano che i nostri destini fossero ineluttabili, o quella di chi oggi insiste nell'affermare che siamo padroni dei nostri futuri? Trovo certamente più attraente l'idea moderna, ma la semplice attrazione non è un motivo abbastanza ragionevole affinché un essere razionale creda che sia vero. Esiste davvero una qualunque valida ragione per accettare che la nostra fiducia nel libero arbitrio sia più valida della credenza greca nella predeterminazione? Come scrittore di fantascienza, ho iniziato a chiedermi cosa potessero dirci la fisica e la meccanica quantistica riguardo a questa antichissima questione.»

## Confronto tra finzione e realtà
- Nel romanzo il Large Hadron Collider del CERN viene attivato a partire dal 2006, mentre nella realtà è stato attivato solo nel 2008.
- Nel romanzo il pontefice in carica nel 2009 si chiama Benedetto XVI, proprio il nome scelto da Joseph Ratzinger eletto papa nel 2005, sei anni dopo la pubblicazione del romanzo.
- Nel romanzo i fisici Saul Perlmutter e Brian P. Schmidt ricevono il premio Nobel per la fisica per i loro studi sull'espansione dell'universo: i due scienziati vinceranno realmente il premio, insieme ad Adam Riess, nel 2011.[2]

## Il futuro del Cronolampo
Il Progetto Mosaico, raccogliendo migliaia di visioni, compone un ritratto di un futuro coerente e plausibile. Alcune "tessere" del mosaico:
- La popolazione mondiale ha raggiunto nel 2030 gli undici miliardi.
- Negli Stati Uniti d'America il presidente è afroamericano ed è stata abolita la pena di morte.
- La Chiesa cattolica ha accettato il sacerdozio delle donne.
- La Cina è rimasta l'ultimo paese comunista.
- Le automobili possono levitare fino a due metri da terra.
- Nel 2017 è morta la regina Elisabetta II, il principe Carlo, diventato mentalmente instabile, ha scelto di non salire al trono, il suo primogenito William ha abdicato al trono e costretto il Parlamento a dichiarare estinta la monarchia. Non avvenuto.
- Nel 2019, in Sudafrica, si sono conclusi i processi per crimini contro l'umanità relativi al periodo dell'apartheid e il presidente Desmond Tutu ha concesso una grazia generale ai cinquemila condannati.
- È stato bandito ogni sviluppo degli armamenti atomici.
- Nel 2014-2015 è stata scoperta una cura per l'AIDS, mentre non è ancora stato sconfitto il cancro.
- Il campione di incassi cinematografici di tutti i tempi è il remake del 2026 di La guerra dei mondi.
- L'India ha stabilito la prima base permanente sulla Luna.
- Nel 2022 è stato realizzato il collisore tachioni-tardioni, di dimensioni portatili, che ha reso superati tutti i precedenti, enormi collisori di particelle.
- Il Québec fa ancora parte del Canada.
- Nessuno ha ancora messo piede su Marte.
- Il buco nell'ozono è cresciuto in modo ragguardevole.
- Nel 2030 le balene sono estinte.
- è in corso una guerra fra Guatemala e Ecuador.
- Il 6 agosto 2030 - ottantacinquesimo anniversario della bomba atomica su Hiroshima - si svolge in quella città una cerimonia nella quale viene annunciato il bando universale dello sviluppo delle armi nucleari.
- George Lucas non ha ancora completato la sua epopea in nove parti di Star Wars.

## Adattamento
FlashForward, una serie televisiva tratta dal romanzo, viene trasmessa dalla rete televisiva americana ABC dall'autunno del 2009.

## Edizioni
- Robert J. Sawyer, Flashforward, Tor Books, 1999,  p. 320, ISBN 0-312-86712-3.
- Robert J. Sawyer, Avanti nel tempo, traduzione di Maurizio Nati, collana Solaria, Fanucci Editore, 2000,  p. 342, ISBN 88-347-0761-3.